# 맥시밀리언 시안드리
맥시밀리언 뱁티스트 "맥스" 시안드리(영어: Maximillian Baptist "Max" Sciandri, 1967년 2월 15일 ~ )는 영국의 자전거 경기 선수이다. 미국 애틀랜타에서 열린 1996년 하계 올림픽 개인도로 종목에서 동메달을 획득했다.